# 原田康子 (画家)
原田 康子（はらだ やすこ、1945年  - ）は、日本の画家。福岡県出身。千葉県美術会理事を務める。

## 来歴・人物
1945年福岡県行橋市生まれ。1964年福岡県立京都高等学校卒業。福岡女子大学文学部国文学科卒業。
光風会会員。千葉県美術会理事。

## 受賞歴
- 日展入選歴は20回を重ねる。
- 1994年（平成6年）-『浜の風景』で、第3回日展入賞[5]。
- 1999年 - 第85回光風会展光風奨励賞受賞[1]。